# مدينة صباح الأحمد
مدينة صباح الأحمد، مدينة من مناطق محافظة الأحمدي. وتقع في عريفجان جنوب دولة الكويت حيث تبعد 76 كيلو عن مدينة الكويت العاصمة وتبلغ مساحتها 4000 هكتارا وعدد الوحدات السكنية 11794 منها 2201 بيت حكومة و7373 قسيمة حكومية وتبلغ مساحة البيت أو القسيمة 600 م2 بالإضافة إلى عمارات سكنية حكومية وعدد الشقق 2220 شقة سكنية بمساحة 385 م2 ومرافق المدينة هي 78 مدرسة بمراحلها رياض الأطفال وابتدائية ومتوسطة (إعدادية) وثانوي بالإضافة لحضانات للأطفال و6 مراكز ضاحية لتكون المدينة على 6 ضواحي وهي ضاحية A وضاحية B وضاحية C وضاحية D وضاحية E بالإضافة لمنطقة استثمارية ومنطقة صناعية ومنطقة إعلامية ومنطقة ترفيهية ومنطقة رياضية ومنطقة منتجعات وموتيلات و28 محلات تجارية أفرع للمركز و6 مراكز شرطة مخافر للضواحي و6 مراكز صحية مستوصف و6 أفرع غاز بالإضافة للخدمات التعليمية جامعة الكويت والهيئة العامة للتعليم التطبيقي والتدريب ومعاهد وكليات خاصة وخدمات صحية وهي مستشفى عام ومركز صحي تخصصي ومستشفيات تخصصية استثمارية وعيادات طبية وخدمات دينية المركز الإسلامي ويضم مسجد ومكتبة ومركز للتنمية الأسرية ودار للقرآن الكريم ومبنى إدارة السراج المنير ومبنى خاص بإدارة المركز ومركز ثقافي معرض الكتاب ومسارح وسينما ومركز موسيقى ومبنى ثقافي للتراث والحرف الشعبية ومتاحف للمقتنيات التراثية والمراسم الحر ومعرض الفن التشكيلي والخط العربي ومركز ثقافي للأطفال وخدمات تجارية شركة المخابز الكويتية ومحطات وقود وأسواق ومجمعات تجارية وإدارية وصالات أفراح ومطاعم ودور سينما وأسواق للبيع بالجملة والتجزئة ومدينة الرياضية ونادي رياضي ومراكز للرياضات المتخصصة المختلفة وبالإضافة لوزارات الدولة المختلفة ومركزين للإطفاء ومقسم هاتف وبريد رئيسي وفرع للبورصة ومساجد وجوامع
سُمّيت نسبة إلى الشيخ صباح الأحمد الجابر الصباح الحاكم الخامس عشر لدولة الكويت.
والاسم القديم لها عريفجان قبل سنين كانت مجرد صحراء وهي مدينة قائمة وعامرة باهلها تدب فيها الحياة والنشاط إلا أنها من المدن الحديثة المستمرة في التطور مع الأيام وتم توزيع كافة الوحدات السكنية من بيوت وقسائم وتم بناء القسائم من قبل أصحابها إلا القليل وسكنها اأهلها والأغلب في ضاحية A وأما بقية الضواحي القسائم فأقل من سالفة الذكر وأقرب مدينة حولها مدينة الخيران تبعد عنها 30 كيلو متراً ومدينة صباح الأحمد تبعد عن جسر الوفرة الذي يفصل بين ضاحية علي صباح السالم (أم الهيمان) والوفرة 25 كيلوا مترا وبعد هذا الجسر بـ 45 كيلو حدود دولة الكويت الجنوبية مع المملكة العربية السعودية منفذ الخفجي.